# Tetramorium geminatum
Tetramorium geminatum är en myrart som beskrevs av Bolton 1980. Tetramorium geminatum ingår i släktet Tetramorium och familjen myror. Inga underarter finns listade i Catalogue of Life.